# Matthew Nielsen
Matthew Nielsen (Penrith, Novi Južni Wales, 3. veljače 1978.) australski je profesionalni košarkaš. Igra na poziciji krilnog centra, a trenutačno je član španjolske Pamesa Valencije.

## Australijska reprezentacija
Član je australske košarkaške reprezentacije. Bio je član reprezentacije koja je na Olimpijskim igrama u Pekingu 2008. zauzela 7. mjesto. Zanimljivo, je da je kao kapetan momčadi australske reprezentacije morao uplatiti pozamašnu svotu za osiguranje od ozljede.

## Vanjske poveznice
- Profil na Eurocup.com
- (šp.) Profil  Arhivirana inačica izvorne stranice od 8. srpnja 2017. (Wayback Machine) na ACB.com